# فرودگاه سیدنی
فرودگاه سیدنی (به انگلیسی: Sydney Airport) با نام کامل فرودگاه کینگزفورت اسمیت سیدنی (به انگلیسی: Sydney Kingsford Smith Airport) (به زبان بومی: Kingsford-Smith Airport یا Mascot Airport) یک فرودگاه همگانی مسافربری با کد یاتا SYD است که یک باند فرود آسفالت دارد و طول باند آن ۲۵۳۰ متر است. این فرودگاه در شهر سیدنی کشور استرالیا قرار دارد و در ارتفاع ۶ متری از سطح دریا واقع شده‌است.

## شرکت‌های هواپیمایی و مقصدهای پروازی

### مسافری
| شرکت‌های هواپیمایی                                       | مقصدهای پروازی |
| ------------------------------------------------------- | --- |
| ایرآسیا ایکس                                            | کوالالامپور |
| ایرکالین                                                | لا تنتوتا |
| Airly                                                   | کنز |
| ایر کانادا                                              | پیرسون تورنتو، ونکوور |
| ایر چاینا                                               | پکن، چنگدو شوانگلیو، شانگهای پودنگ |
| ایر ایندیا                                              | ایندیرا گاندی |
| ایر نیوزیلند                                            | اوکلند، کرایست‌چرچ، نورفک آیلند، کوئینزتاون، راروتونگا، ولینگتون |
| ایر نیوگینی                                             | جکسنز |
| ایر وانواتو                                             | باورفیلد |
| الیانس ایرلاینز                                         | چارتر: کنز، ملبورن |
| آل نیپون ایرویز                                         | هانه‌دا |
| امریکن ایرلاینز                                         | لس‌آنجلس |
| آسیانا ایرلاینز                                         | اینچئون |
| بیجینگ کپیتال ایرلاینز                                  | کینگدائو لیوتینگ (آغاز از ۳۰ اکتبر ۲۰۱۷) |
| بریتیش ایرویز                                           | هیترو لندن، چانگی سنگاپور |
| کاتای پاسیفیک                                           | هنگ کنگ |
| سبو پسیفیک                                              | نینوی آکوئینو |
| چاینا ایرلاینز                                          | تائویوان تایوان فصلی: کرایست‌چرچ (پایان در ۳۰ اکتبر ۲۰۱۷) |
| هواپیمایی شرقی چین                                      | پکن، هانگجو ژیاشان، کونمینگ چانگشوی، نانجینگ لوکو، شانگهای پودنگ، ووهان تیانهه |
| هواپیمایی جنوبی چین                                     | بایون گوآنگجو، شنژن بن |
| دلتا ایرلاینز                                           | لس‌آنجلس |
| هواپیمایی امارات                                        | سووارنابومی، کرایست‌چرچ، دوبی |
| هواپیمایی اتحاد                                         | ابوظبی |
| فیجی ایرویز                                             | نادی، نوسوری |
| FlyPelican                                              | مودگی، نیوکاسل |
| Fly Corporate                                           | ناررابری (آغاز از ۱۳ سپتامبر ۲۰۱۷) |
| گارودا ایندونزیا                                        | انگوراه رای، سوئکارنو-هتا |
| هاینان ایرلاینز                                         | چانگشا هوانگهوا، شی‌آن شیان‌یانگ |
| Hawaiian Airlines                                       | بین الملی هونولولو |
| خطوط هوایی ژاپن                                         | ناریتا |
| جت‌استار                                                 | آدلاید، اوکلند، اولان، اولورو، بالینا بایرن گیتوی، بریزبن، کنز، کرایست‌چرچ، داروین، انگوراه رای، گولد کوست، گریت بریر ریف، هوبارت، بین الملی هونولولو، تان سون نهات، لانسستون، ملبورن، نادی، پرث، پوکت، پروسرپاین-ویت ساندی کوست، کوئینزتاون، سانشاین کوست، تانزویل |
| کورین ایر                                               | اینچئون |
| لان ایرلاینز                                            | اوکلند، کومودورو ارتورو مرینو بنیتز |
| مالزی ایرلاینز                                          | کوالالامپور |
| فیلیپین ایرلاینز                                        | نینوی آکوئینو |
| کانتاس                                                  | آدلاید، آلیس اسپرینگز، اوکلند، سووارنابومی، پکن، بریزبن، کنز، کانبرا، کرایست‌چرچ، دالاس-فورت ورث، داروین، انگوراه رای، دوبی، گولد کوست، گریت بریر ریف، هنگ کنگ، بین الملی هونولولو، سوئکارنو-هتا، اولیور تامبو، لس‌آنجلس، هیترو لندن، نینوی آکوئینو، ملبورن، لا تنتوتا، پرث، کوئینزتاون، سانفرانسیسکو، کومودورو ارتورو مرینو بنیتز، شانگهای پودنگ، چانگی سنگاپور، هانه‌دا فصلی: بروم، کانزای (برقراری مجدد از ۱۴ دسامبر ۲۰۱۷), ونکوور |
| کانتاس اجرا توسط جت‌کانکت                                | اوکلند، کرایست‌چرچ، کوئینزتاون، ولینگتون |
| کانتاس‌لینک اجرا توسط ایسترن استرالیا ایرلاینز           | البری، آرمیدال، کانبرا، کوفس هاربر، دابو سیتی، جزیره لرد هوئه، موری، پورت مک‌گواری، تامورت، Toowoomba-Brisbane West Wellcamp, واگا واگا |
| کانتاس‌لینک اجرا توسط Cobham Aviation Services Australia | آدلاید، بریزبن، کانبرا، گولد کوست، گریت بریر ریف، هروی بی، هوبارت، ملبورن، سانشاین کوست |
| هواپیمایی قطر                                           | حمد |
| رجیونال اکسپرس ایرلاینز                                 | البری، آرمیدال، بالینا بایرن گیتوی، بثرست، بروکن هیل، کوما–اسنوئی ماونتنز، دابو سیتی، منطقه‌ای کلرنس ولی، گریفیز، لیزمور، مریمبولا، میلدورا، مورویا، ناراندرا، نیوکاسل، اورنج، پارکس، تاری، واگا واگا |
| Scoot                                                   | چانگی سنگاپور |
| سیچوان ایرلاینز                                         | چنگچینگ ییانگبی |
| سنگاپور ایرلاینز                                        | چانگی سنگاپور |
| Solomon Airlines                                        | هونیارا |
| تای ایرویز اینترنشنال                                   | سووارنابومی |
| Tigerair Australia                                      | آدلاید، بریزبن، کنز، کوفس هاربر، گولد کوست، ملبورن، پرث، پروسرپاین-ویت ساندی کوست |
| یونایتد ایرلاینز                                        | لس‌آنجلس، سانفرانسیسکو |
| ویتنام ایرلاینز                                         | نوا به، تان سون نهات |
| ویرجین استرالیا                                         | آدلاید، البری، فالئولو (آغاز از ۶ دسامبر ۲۰۱۷), اوکلند، اولورو، بالینا بایرن گیتوی، بریزبن، کنز، کانبرا، کرایست‌چرچ، کوفس هاربر، داروین، انگوراه رای، گولد کوست، گریت بریر ریف، هروی بی، هوبارت، لانسستون، لس‌آنجلس، ملبورن، نادی، فوآموتو، پرث، پورت مک‌گواری، کوئینزتاون، سانشاین کوست، تامورت، تانزویل |
| ویرجین ساموآ                                            | فالئولو (پایان در ۵ دسامبر ۲۰۱۷) |
| ژیامن ایرلاینز                                          | فوژو چنگل، زیامن گائوچی |

### باری
| شرکت‌های هواپیمایی                                  | مقصدهای پروازی                                                                                 | Terminal |
| -------------------------------------------------- | ---------------------------------------------------------------------------------------------- | -------- |
| کاتای پاسیفیک                                      | هنگ کنگ، ملبورن                                                                                | Freight  |
| دی‌اچ‌ال اجرا توسط Tasman Cargo Airlines             | اوکلند، ملبورن، لا تنتوتا                                                                      | Note 2   |
| دی‌اچ‌ال اجرا توسط پل-ایر                            | بریزبن، کنز، ملبورن                                                                            | Note 2   |
| امارات اسکای‌کارگو                                  | آل مکتوم، هنگ کنگ، چانگی سنگاپور                                                               | Freight  |
| فدکس اکسپرس                                        | اوکلند، بایون گوآنگجو، بین الملی هونولولو، لس‌آنجلس، نینوی آکوئینو                              | Freight  |
| ام‌ای‌اس کارگو                                       | دا نانگ، کوالالامپور                                                                           | Freight  |
| Polar Air Cargo                                    | بین الملی هونولولو، ملبورن                                                                     | Freight  |
| کانتاس فرایت اجرا توسط اکسپرس فرایترز استرالیا     | بریزبن، ملبورن                                                                                 | Note 2   |
| کانتاس فرایت اجرا توسط اطلس ایر                    | اوکلند، اوهر شیکاگو، چنگچینگ ییانگبی، هنگ کنگ، بین الملی هونولولو، سوئکارنو-هتا، شانگهای پودنگ | Freight  |
| کانتاس فرایت اجرا توسط اکسپرس فرایترز استرالیا     | اوکلند، کرایست‌چرچ                                                                              | Freight  |
| سنگاپور ایرلاینز کارگو                             | آدلاید، اوکلند، ملبورن، چانگی سنگاپور                                                          | Freight  |
| Toll Priority اجرا توسط ایرورک                     | بریزبن، ملبورن                                                                                 | Note 2   |
| یوپی‌اس ایرلاینز                                    | تد استیونز انکوریج، بین الملی هونولولو، لس‌آنجلس،                                               | Freight  |
| Virgin Australia Cargo اجرا توسط Pionair Australia | کنز، ملبورن، بریزبن، تانزویل                                                                   | Freight  |

Notes
- ^  Aircraft leased from operator. Airly requires an initial subscription fee prior to flight booking.
- ^  These flights may make an intermediate domestic stop en route to their listed final destination; however the airlines have no traffic rights to carry passengers solely between Sydney and the intermediate Australian stop.
- ^  Each of these freight companies has its own facility (each located on different parts of the airport) and does not operate from the International freight terminal.